# Gibbaria
Gibbaria é um género botânico pertencente à família Asteraceae.